# Communauté de communes de l'orée de Puisaye
La communauté de communes de l'orée de Puisaye était une communauté de communes française, située dans le département de l'Yonne en région Bourgogne, disparue le 1er janvier 2016 par fusion en une seule commune, nommée Charny-Orée-de-Puisaye.

## Historique
Cette communauté de communes est créée le 1er janvier 2014 par fusion des communautés de communes de la région de Charny et des coteaux de la Chanteraine.

## Composition
Cet ÉPCI est composé des communes suivantes :
| Nom                     | Code Insee | Gentilé          | Superficie (km2) | Population (dernière pop. légale) | Densité (hab./km2) |
| ----------------------- | ---------- | ---------------- | ---------------- | --------------------------------- | ------------------ |
| Charny (siège)          | 89086      |                  | 18,99            | 1 617 (2013)                      | 85                 |
| Chambeugle              | 89070      | Chambeuglois     | 7,28             | 53 (2013)                         | 7,3                |
| Chêne-Arnoult           | 89097      | Quersusarnuliens | 9,10             | 118 (2013)                        | 13                 |
| Chevillon               | 89103      |                  | 13,08            | 326 (2013)                        | 25                 |
| Dicy                    | 89138      | Dicycois         | 10,24            | 328 (2013)                        | 32                 |
| Fontenouilles           | 89178      |                  | 16,48            | 218 (2013)                        | 13                 |
| Grandchamp              | 89192      |                  | 28,29            | 367 (2013)                        | 13                 |
| Malicorne               | 89241      |                  | 15,91            | 155 (2013)                        | 9,7                |
| Marchais-Beton          | 89243      |                  | 10,95            | 119 (2013)                        | 11                 |
| Perreux                 | 89294      |                  | 26,37            | 335 (2013)                        | 13                 |
| Prunoy                  | 89317      |                  | 24,89            | 307 (2013)                        | 12                 |
| Saint-Denis-sur-Ouanne  | 89343      | Dionisiens       | 10,21            | 128 (2013)                        | 13                 |
| Saint-Martin-sur-Ouanne | 89358      | Saint-Martinois  | 15,34            | 441 (2013)                        | 29                 |
| Villefranche            | 89454      |                  | 23,27            | 635 (2013)                        | 27                 |

## Administration
Le siège de la communauté de communes est situé à Charny.

### Conseil communautaire
L'intercommunalité est gérée par un conseil communautaire composé de 33 délégués issus de chacune des communes membres et élus pour une durée de six ans, coïncidant ainsi avec les échéances des scrutins municipaux.
Les délégués sont répartis comme suit :
| Nombre de délégués | Communes                                                                                    |
| ------------------ | ------------------------------------------------------------------------------------------- |
| 10                 | Charny                                                                                      |
| 4                  | Villefranche                                                                                |
| 3                  | Saint-Martin-sur-Ouanne                                                                     |
| 2                  | Chevillon, Dicy, Grandchamp, Perreux, Prunoy                                                |
| 1                  | Chambeugle, Chêne-Arnoult, Fontenouilles, Malicorne, Marchais-Beton, Saint-Denis-sur-Ouanne |

Lors des trois mois séparant la création de la communauté de communes des élections municipales de 2014, la transition est assurée par les délégués communautaires des anciennes communautés de communes.

### Présidence
Le conseil communautaire élit un président pour une durée de six ans. La présidence, pendant la période entre la création de l'intercommunalité et la désignation des nouveaux délégués communautaires, est assurée par Michel Courtois, ancien président de la communauté de communes de la région de Charny, qui est la plus importante des anciennes communautés de communes en nombre de communes. Lors de la première élection, le lundi 14 avril 2014, il est conforté dans son rôle de président de la communauté de communes. Il annonce cependant ne pas vouloir aller au bout de son mandat.
| Période                                  | Période       | Identité        | Étiquette | Qualité                                                   |
| ---------------------------------------- | ------------- | --------------- | --------- | --------------------------------------------------------- |
| Les données manquantes sont à compléter. |               |                 |           |                                                           |
| janvier 2014                             | décembre 2015 | Michel Courtois | UMP       | Maire de Perreux. Conseiller général du canton de Charny. |

## Compétences
Les communes membres cèdent à l'intercommunalité certaines de leurs compétences. On distingue les compétences obligatoires et les compétences optionnelles.

### Compétences obligatoires
La communauté de communes est chargée de l'aménagement de l'espace communautaire. Cela couvre depuis l'élaboration des documents d'urbanisme jusqu'à l'équipement de ces territoires en moyens de communication.
Elle gère également le développement économique et touristique du territoire communautaire.

### Compétences optionnelles
Les communes cèdent également à l'ÉPCI la gestion de l'habitat (gestion du parc locatif de la communauté de communes, aménagement des centres-villes entre autres), de la voirie (création, entretien, aménagement), de l'environnement (gestion des déchets, assainissement), le domaine de la jeunesse et des sports, des loisirs et de la santé (construction d'équipements, gestion de la bibliothèque intercommunale et d'équipements préexistants à Charny, Prunoy et Villefranche), de l'enseignement (équipements et transports scolaires), ainsi que la gestion du centre d'intervention des pompiers et une participation financière à un organisme de gestion d'une fourrière.